# Bitwa pod Harran
Bitwa pod Harran – bitwa rozegrana 7 maja 1104, będąca jedną z pierwszych większych starć pomiędzy nowymi państwami chrześcijańskimi w północnej Syrii a Turkami Seldżuckimi.

## Ataki łacinników na Harran i kontrnatarcie Turków
Na początku wiosny 1104 roku, książę Antiochii Boemund I zorganizował wraz z Joscelinem z Turbesselu wyprawę wojenną do Cylicji przeciwko Bizantyńczykom, która zakończyła się zdobyciem cesarskiego Maraszu i Albistanu. Ta akcja zbrojna zabezpieczyła północne granice państw frankijskich przed najazdami z Anatolii. Dzięki temu, syryjscy łacinnicy mogli się skupić na walkach z Turkami Seldżuckimi. W marcu Boemund zorganizował kolejną kampanię. Dokonał najazdu na ziemie Ridwana z Aleppa, zdobywając miasto Basarfut. Przed dalszą ekspansją na południe powstrzymało go jednak miejscowe plemię Banu Ulajm, które przyszło Turkom z pomocą. W tym samym czasie, oddziałom Joscelina udało się przeciąć linie komunikacyjne między Aleppem a doliną Eufratu.
Ataki te, poza zdobyciem łupów i nowych ziem, miały przede wszystkim na celu odseparowanie Turków z Syrii od Turków z ziem położonych dalej na Wschodzie. Aby to osiągnąć, chrześcijanie musieli zdobyć jeszcze potężną twierdzę Harran, położoną między Hrabstwem Edessy a Eufratem, w północnej Al-Dżazirze. Obsadzenie Harranu oznaczałoby dla łacinników uzyskanie bardzo dogodnej bazy wypadowej do najazdów na Irak i Mezopotamię. Sytuacja wydawała się nadzwyczaj dogodna, gdyż po śmierci w 1102 roku Kurbughi, atabega Mosulu, w Al-Dżazirze rozgorzały walki o objęcie jego stanowiska, tymczasem w 1103 roku wybuchła wojna domowa pomiędzy sułtanem seldżuckim Barkijarukiem a jego braćmi Sandżarem i Muhammadem Tabarem, która podzieliła świat islamu. Problemy muzułmanów postanowili wyzyskać łacinnicy z Edessy, którzy zaczęli nękać Harran ciągłymi najazdami, pustosząc okoliczne pola uprawne i odcinając miasto od szlaków handlowych.
Na wieść o atakach łacinników, obaj władcy muzułmańscy z Al-Dżaziry, walczący o schedę po Kurbudze, artukidzki książę Sukman Ibn Artuk z Mardinu i Dżikirmisz, nowy atabeg Mosulu, zawarli pokój i sprzymierzyli się przeciwko chrześcijanom. Postanowili połączyć swoje siły i wspólnie uderzyć na Edessę. Wyruszyli na początku marca 1104 roku. Sukman prowadził armię złożoną z Turkmenów, natomiast Dżikirmisz zebrał oddziały seldżuckie, a także arabskie i kurdyjskie. Kiedy usłyszał o tym Baldwin hrabia Edessy, wezwał na pomoc Boemunda i Joscelina. Lecz zamiast przygotować Edessę do obrony, zaproponował im, by zaskoczyli Turków wspólnie przeprowadzając generalną ofensywę przeciwko Harranowi. Zaakceptowawszy ten plan, łacinnicy postanowili połączyć swoje siły w okolicy tego miasta.

## Przed bitwą
Baldwin pozostawił w Edessie niewielki garnizon i wyruszył na Harran prowadząc hufiec konnych rycerzy i kontyngent piechoty ormiańskiej. Towarzyszył mu arcybiskup Edessy, Benedykt. W okolicy Harranu dołączył do niego Boemund z wojskami antiocheńskimi, Joscelin i Tankred – obaj ze swoimi oddziałami, a także patriarcha Antiochii Bernard z Walencji oraz dawny patriarcha Jerozolimy, Daimbert z Pizy. Armia łacińska liczyła w sumie 3000 konnych rycerzy i około 9000 piechoty. Pomijając miejskie garnizony i załogi stacjonujące w zamkach, były to wszystkie wojska chrześcijańskie, jakie mogli wystawić łacinnicy w Syrii północnej.
W czasie, gdy chrześcijanie zebrali się pod Harranem, muzułmanie znajdowali się już daleko od miasta, maszerując na Edessę. Garnizon pozostawiony w Harranie był nieliczny. Gdyby łacinnicy od razu przystąpili do oblężenia, szybko zdobyliby miasto. Jednak nie chcieli oni uszkodzić umocnień obronnych mając świadomość, że później będą musieli je odbudować. Liczyli na to, że przestraszony garnizon podda się bez walki. Obrońcy miasta faktycznie przystąpili do pertraktacji i byli gotowi skapitulować, lecz nastąpiło opóźnienie, spowodowane sporem, jaki wywiązał się między Baldwinem a Boemundem o to, który z nich powinien pierwszy zatknąć swoją chorągiew na murach miasta. Baldwin uważał, że ponieważ cały plan wyszedł od niego, to jemu należy się pierwszeństwo. Boemund natomiast za nic nie chciał ustąpić argumentując, że książę Antiochii jest ważniejszy od hrabiego Edessy. Zwłoka ta obróciła się na ich zgubę, ponieważ w tym samym czasie, Turcy maszerujący na Edessę, usłyszawszy o napaści na Harran, zawrócili, by zaatakować łacinników.

## Przebieg bitwy
Na wieść o nadejściu odsieczy tureckiej dla miasta, łacinnicy pospiesznie ustawili swoje wojska do bitwy nad brzegiem rzeki Balich, w pobliżu miejsca, gdzie rozegrała się kiedyś bitwa pod Carrhae. Muzułmanie tak ich zaskoczyli, że większość rycerzy, łącznie z Baldwinem i Boemundem, nie miała nawet czasu założyć zbroi. Ich plan zakładał, że oddziały edessańskie, dowodzone przez Baldwina i Joscelina oraz zajmujące pozycję na lewej flance zaangażują walką główne siły nieprzyjaciela, natomiast wojska antiocheńskie na prawej flance, pod wodzą Tankreda i Boemunda, ukryte około półtora kilometra dalej za niewielkim wzgórzem, wkroczą do bitwy dopiero w decydującym momencie, zaskakując muzułmanów niespodziewanym natarciem.
Tymczasem Turcy ułożyli podobny plan, do tego wykorzystując swoją starą taktykę pozorowania odwrotu. Część ich wojsk, złożona z lekkiej jazdy turkmeńskiej, zaatakowała oddziały edessańskie, po czym natychmiast zawróciła udając ucieczkę. Baldwin i Joscelin pochopnie rzucili się za nimi w pościg, tracąc kontakt z siłami na prawym skrzydle, które wciąż były ukryte za wzgórzem i nie miały o niczym pojęcia. Gdy wojska z Edessy znacząco oddaliły się od antiocheńczyków i przekroczyły rzekę, zostały zaatakowane przez główne siły tureckie. Zginęło wielu rycerzy i cała piechota, a niedobitki rzuciły się do ucieczki. Boemund, którego wojska wyszły już z ukrycia, szybko zorientował się w zaistniałej sytuacji. Odparł natarcie Turków, po czym wycofał się spod Harranu rozumiejąc, że bitwa została przegrana. Zabrał ze sobą niemal nienaruszone siły antiocheńskie oraz część rycerzy edessańskich, którzy zdołali ocaleć z rzezi, jaka dokonała się po drugiej stronie rzeki. Do pościgu za łacinnikami przyłączyli się też żołnierze z Harranu, ale w zamęcie bitwy pomylili oddziały tureckie z chrześcijańskimi, i zaatakowali swoich rodaków.

## Po bitwie
Wojska Księstwa Antiochii nie poniosły prawie żadnych strat, ale inaczej przedstawiała się sprawa z oddziałami Hrabstwa Edessy. Poległa większość sił edessańskich, a Baldwin oraz Joscelin dostali się do niewoli księcia Sukmana. Porażka pod Harranem zapoczątkowała ciężki okres dla syryjskich łacinników. Okoliczni muzułmanie poderwali się do walki z chrześcijanami, a wiele miast podlegających Antiochii zbuntowało się i oddało w ręce Ridwana z Aleppa. Straty, jakich doznała Edessa były natomiast na tyle ciężkie, że hrabstwo nigdy już nie zdołało w pełni odbudować sił, jakimi dysponowało przed bitwą.
Niemniej jednak, pojmanie Baldwina przez Turków było bardzo na rękę Tankredowi. Jego wuj i książę Antiochii, Boemund natychmiast po bitwie wyruszył bronić swego księstwa, po drodze wysyłając część wojsk do Edessy, by wzmocnić tamtejszą obronę. Tymczasem rycerze edessańscy, którzy uszli z życiem, pod przewodem arcybiskupa Benedykta zwrócili się do Tankreda z propozycją sprawowania rządów regencyjnych w hrabstwie. Przystał on na to z chęcią, gdyż zapewniało mu to dużą większą samodzielność, niż władanie księstwem Galilei, podległym bezpośrednio królowi Jerozolimy. Taki obrót spraw uradował także zarówno Boemunda, jak i króla Baldwina I – obaj z radością pozbyli się ze swoich ziem ambitnego i nieprzewidywalnego Tankreda, którego nigdy nie byli w stanie utrzymać w ryzach.
Muzułmanie nie zdołali wyzyskać swojego zwycięstwa. Sojusz między Dżikirmiszem a Sukmanem rozpadł się zaraz po bitwie. Opóźniona ofensywa Dżikirmisza doprowadziła do jego klęski podczas nieudanego oblężenia Edessy w tym samym roku. Natomiast Księstwo Antiochii odzyskało wiele spośród ziem utraconych na rzecz Aleppa w 1105 roku, pokonując Turków w bitwie pod Artach.